# 鈴木克昌
鈴木 克昌（すずき かつまさ、1943年（昭和18年）11月14日 - ）は、日本の政治家。社団法人蒲郡青年会議所理事長、愛知県議会議員（4期）、蒲郡市長（第11・12代）、衆議院議員（5期）、総務副大臣（菅直人第1次改造内閣・菅直人第2次改造内閣）、民主党幹事長代理、国民の生活が第一国会対策委員長、生活の党代表代行・幹事長などを歴任した。

## 来歴
愛知県蒲郡市生まれ。蒲郡市立蒲郡中学校、愛知県立蒲郡高等学校、日本大学経済学部卒業。蒲郡青年会議所理事長等を歴任した。
1982年、愛知県議会議員補欠選挙に立候補し初当選。県議を4期務めた。県議時代は自由民主党に所属。
1993年12月20日、県議を辞職。1994年の蒲郡市長選挙に立候補し初当選した。2期務めたのち1999年10月14日に辞職。

### 国政へ

#### 無所属・民主党

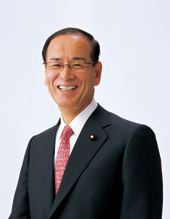
総務副大臣就任に際して公表された肖像写真

2000年6月、第42回衆議院議員総選挙に愛知14区から無所属で出馬したが、自民党の浅野勝人に敗れ落選。
2003年11月、第43回衆議院議員総選挙に愛知14区から民主党公認で出馬。前回敗れた浅野を下して初当選した。
2005年9月、第44回衆議院議員総選挙に愛知14区から民主党公認で出馬。自民党の杉田元司の猛追を受けるが、再選（杉田も比例復活）。
2009年8月、第45回衆議院議員総選挙に愛知14区から民主党公認で出馬。杉田に比例復活すら許さず3選。
2010年9月、菅直人第1次改造内閣で総務副大臣（人事、行政管理、行政評価、恩給、統計、地方行政、地方財政、地方税制、消防などの担当）に任命され、2011年1月発足の菅直人第2次改造内閣でも再任された。

同年6月1日、菅内閣不信任決議案に賛成するため総務副大臣の辞表を提出したが、6月2日の衆議院本会議前の民主党代議士会で菅直人首相の早期退陣が示唆されたことから、同決議案の採決では反対票を投じた。6月3日には菅首相からの慰留に応じ、辞表を撤回した。ただし、採決に先立って行われた菅と鳩山由紀夫による菅が前提付きの退陣を表明した会談の内容に疑問を持った小沢一郎の意を受けて、退陣期日と小沢の処遇を文書で回答するよう要求する質問状を菅に手渡した。
2011年9月、野田内閣の発足に伴い総務副大臣を退任し、民主党筆頭副幹事長に転じる。同年12月、小沢が会長を務める新しい政策研究会の事務局長に就任。
2012年1月、民主党幹事長代理に昇格した。同年の消費増税をめぐる政局では、野田内閣による消費増税法案の閣議決定に抗議して3月30日に党幹事長代理の辞表を提出し、4月23日の党役員会で受理された。6月26日の衆議院本会議で行われた消費増税法案の採決では、党の賛成方針に反して反対票を投じた。7月2日には山岡賢次らを介して離党届が提出された。民主党は7月3日の常任幹事会で離党届を受理せず除籍処分とする方針を決定し、7月9日の常任幹事会で正式決定した。

#### 国民の生活が第一・日本未来の党・生活の党
2012年7月11日、国民の生活が第一の結党に参加し、党国会対策委員長に就任した。
同年12月16日の第46回衆議院議員総選挙では国民の生活が第一から衣替えした日本未来の党から出馬。愛知14区では自民党の今枝宗一郎に敗れるも、比例東海ブロックで復活し4選。選挙後に未来の党が分裂し生活の党が結成されると、党幹事長に就任した。
2013年7月の第23回参議院議員通常選挙後の党役員人事では、党代表代行と幹事長を兼ねることになった。

#### 民主党復党・民進党へ
2014年11月、小宮山泰子と共に生活の党を離党し、民主党に復党した上で同年12月の第47回衆議院議員総選挙では民主党公認で出馬することを表明した。選挙結果は、小選挙区では敗れたが重複して立候補していた比例で復活し、5期目の当選を果たした。生活の党を離党した後も小沢との関係は続き、2015年1月1日に小沢の私邸で開催された新年会にも出席している。
2016年3月、民主党と維新の党が合併し結成された民進党へ参加。2017年9月、家族の体調不良などを理由に第48回衆議院議員総選挙に出馬せず政界を引退することを発表し、秘書の田中克典が愛知14区の後継候補となることを明らかにした。（田中は同選挙に希望の党公認で愛知14区から立候補するも今枝に敗れ、比例復活もならず落選した）。

#### 政界引退後
2018年2月、自由党顧問に就任。6月、スズキ会長の鈴木修と「東三河鈴木政経塾」を設立し、塾長に就任。11月、旭日重光章を受章。

### 略歴
- 1943年 - 愛知県蒲郡市にて誕生。
- 1963年 - 愛知県立蒲郡高等学校卒業。
- 1967年 - 日本大学経済学部卒業。
- 1982年 - 愛知県議会議員補欠選挙当選（1期目）。
- 1983年 - 愛知県議会議員選挙当選（2期目）。
- 1987年 - 愛知県議会議員選挙当選（3期目）。
- 1991年 - 愛知県議会議員選挙当選（4期目）。
- 1994年 - 蒲郡市長選挙当選（1期目）。
- 1998年 - 蒲郡市長選挙当選（2期目）。
- 2000年 - 第42回衆議院議員総選挙落選。
- 2003年 - 第43回衆議院議員総選挙当選（1期目）。
- 2005年 - 第44回衆議院議員総選挙当選（2期目）。
- 2009年 - 第45回衆議院議員総選挙当選（3期目）。
- 2010年 - 総務副大臣（菅第1次改造内閣～菅第2次改造内閣）。
- 2011年 - 民主党筆頭副幹事長。
- 2011年 - 新しい政策研究会事務局長。
- 2012年 - 民主党幹事長代理。
- 2012年 - 国民の生活が第一国会対策委員会委員長。
- 2012年 - 第46回衆議院議員総選挙当選（4期目）。
- 2012年 - 生活の党幹事長。
- 2013年 - 生活の党代表代行。
- 2014年 - 第47回衆議院議員総選挙当選（5期目）。
- 2018年 - 旭日重光章を受章。

## 政策・主張

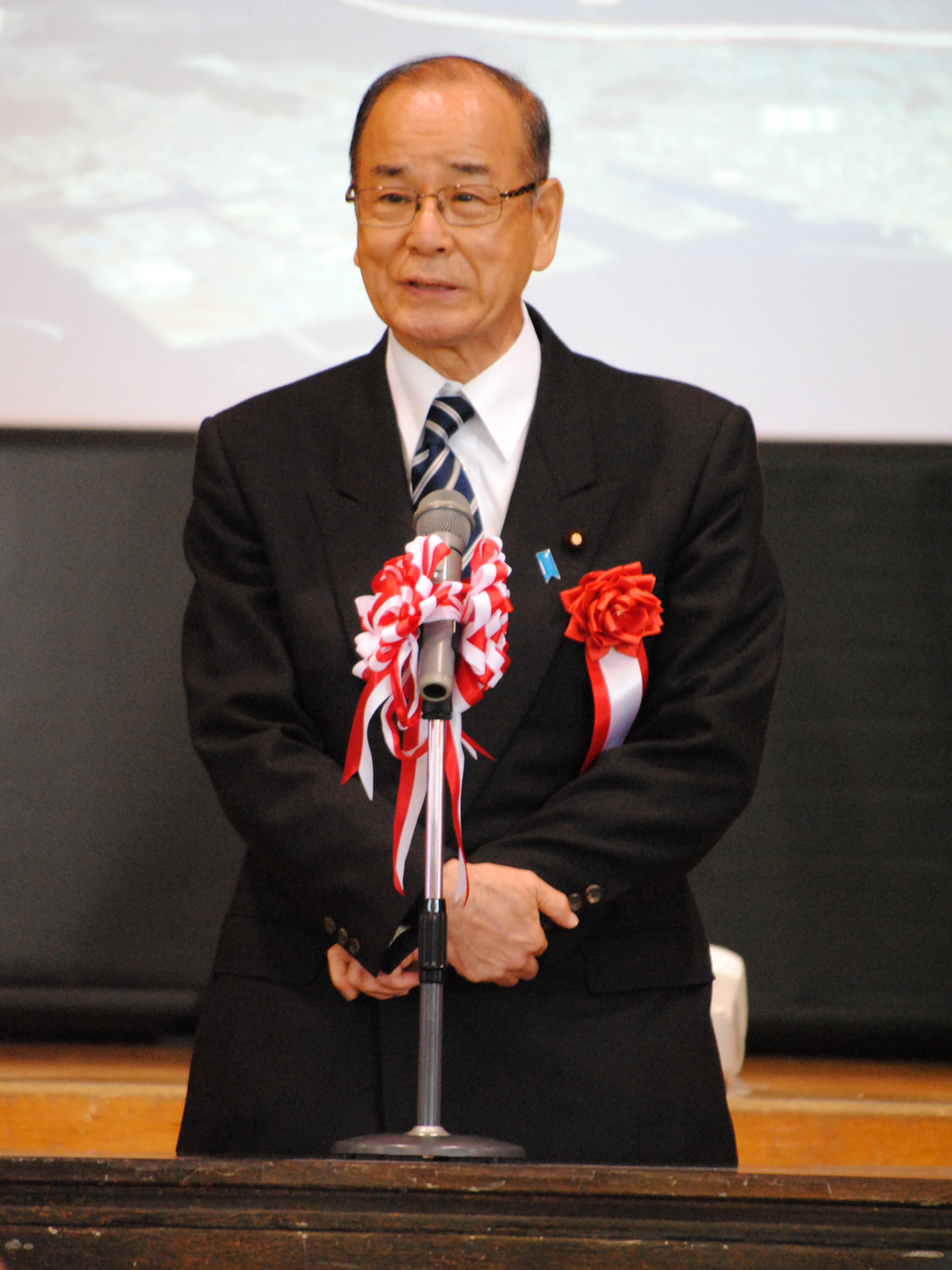
2014年3月23日、蒲郡バイパス開通式典にて

議員立法
衆議院においては議員立法に携わることも多い。第186回国会にて成立した法案のうち、議員立法によるものは4件のみであったが、そのうち半数にあたる2件で発議者として名を連ねている。
北朝鮮による日本人拉致問題
北朝鮮に拉致された日本人を早期に救出するために行動する議員連盟に所属しており、北朝鮮による日本人拉致問題について「拉致は犯罪なんです。犯罪を糾す、犯罪を元に戻すことは、人間として、地球人として当たり前」と主張するなど、被害者の早期救出を求めている。また、北朝鮮に対する経済制裁の解除が取り沙汰された際には、「もう我慢できない。今年こそ結果を! 国民大集会」にて挨拶に立ち「リストはあるけれども経済制裁を解除しろとは何事ですか。とんでもない。全く話が逆」と発言した。
戦没者の追悼
みんなで靖国神社に参拝する国会議員の会に所属している。2013年4月23日、みんなで靖国神社に参拝する国会議員の会の一員として、生活の党国会議員の中で唯一靖国神社に参拝した。
報徳思想
江戸時代の農政家、篤農家である二宮尊徳（二宮金次郎）らが提唱した報徳思想を敬愛しており「報徳の精神こそが教育にも反映されるべきであり、今一度尊徳思想を見直していこう」と呼びかけている。衆議院議員当選後、福田昭夫らとともに国会議員による「二宮尊徳思想研究会」を結成した。
選択的夫婦別姓
選択的夫婦別姓制度導入について、「どちらとも言えない」としている。

## 人物

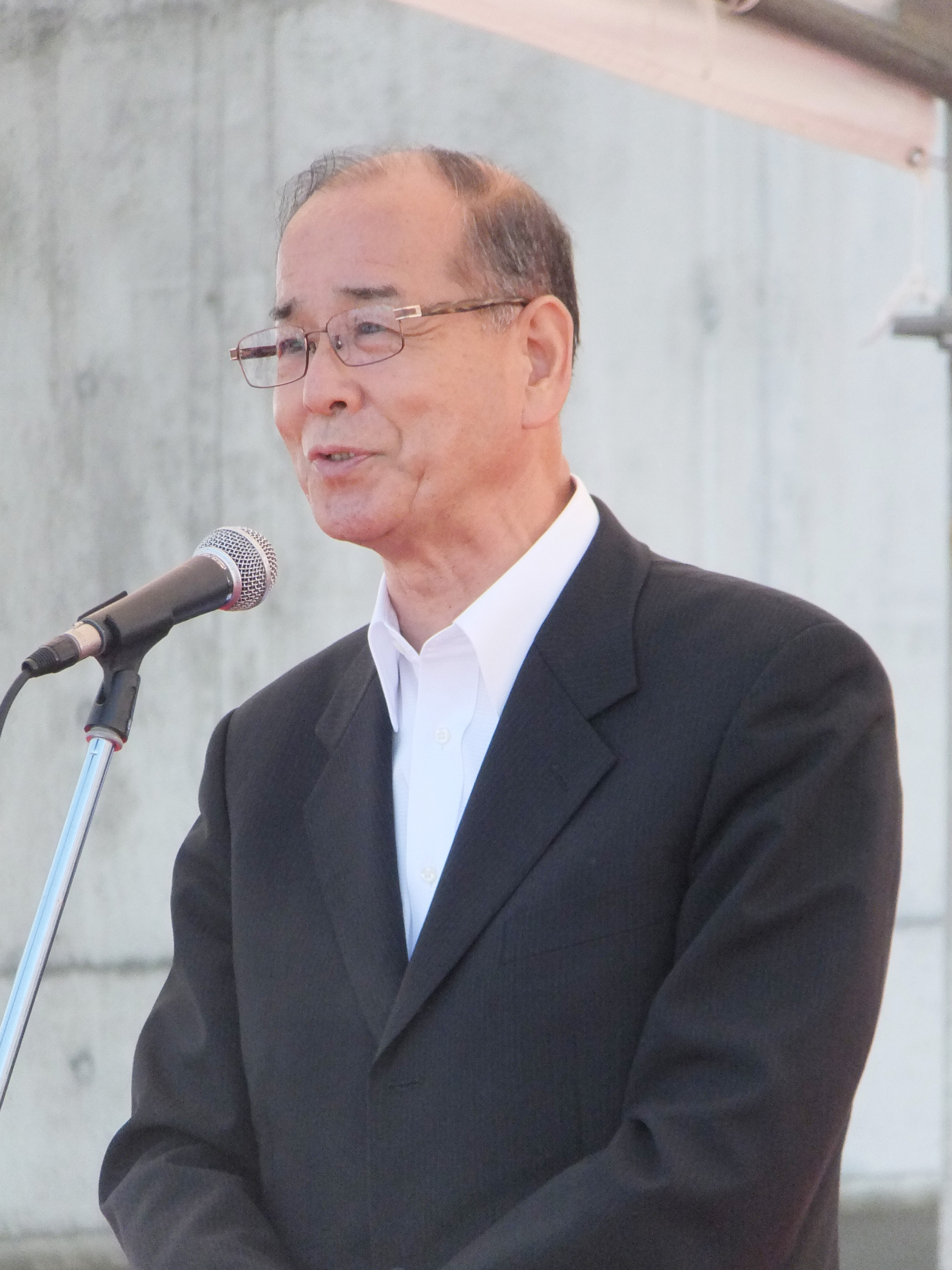
2012年10月7日、豊橋バイパス開通式典にて

### 統一教会との関係
- 2017年7月12日から17日にかけて、世界平和統一家庭連合（旧統一教会）系の日刊紙「ワシントン・タイムズ」からの誘いを受け、鈴木、武田良太、竹本直一、山本朋広、御法川信英、穴見陽一ら国会議員団と元衆議院議員の大野功統、元自衛艦隊司令官の香田洋二は、教団幹部とともに渡米、外遊を行った[42][43][44]。統一教会系団体が開いたワシントンでの日米韓の国会議員会議で、一同は、日本の統一教会会長の徳野英治、国際勝共連合会長・世界平和連合会長の太田洪量、UPFジャパン新会長の梶栗正義ら教団幹部5人とともに記念撮影をした。会議に参加した関係者は、旅費や宿泊費は支払っていないと証言している。ワシントンでの会議後、一同はニューヨークに向かい、韓鶴子総裁主賓の超宗教フェスティバル「真の父母様マジソンスクエアガーデン大会」に参加した[42][45][46]。
- 2017年11月16日、統一教会は、名古屋市の愛知県体育館で大規模集会「2017孝情文化フェスティバルin NAGOYA」を開催。韓鶴子総裁を迎えた同集会に、鈴木は工藤彰三、池田佳隆、根本幸典とともに来賓として出席した[47]。
- 2019年10月6日、常滑市の愛知県国際展示場で「孝情文化祝福フェスティバル 名古屋4万名大会」が開催された[48]。4000組8000名が「既成祝福」を受け、県議会議員と市議会議員合わせて70組の中から36組72名の夫婦が代表家庭として登壇し、成婚の儀式を行った。また、70人の地方議員が教団信者となった[49]。鈴木はこの集会に、工藤彰三、池田佳隆、東郷哲也とともに来賓出席した[49][43]。

### その他
- 小沢一郎の側近であり、小沢に近い中堅・若手の衆議院議員で構成される一新会の代表幹事を務めた。
- 秘書の田中克典が後継者となったが、2017年、2021年と続けて落選した[50]。

## 所属団体・議員連盟
- 国際観光産業振興議員連盟（副会長）
- 民主党娯楽産業健全育成研究会（常任幹事）
- 東京オリンピック・パラリンピックに向けて受動喫煙防止法を実現する議員連盟（幹事）[51]
- 新しい政策研究会（事務局長）
- 民主党新時代娯楽産業健全育成プロジェクトチーム（事務局次長）
- パチンコチェーンストア協会（政治分野アドバイザー[52]）
- 慰安婦問題と南京事件の真実を検証する会
- 北朝鮮に拉致された日本人を早期に救出するために行動する議員連盟
- 日朝国交正常化推進議員連盟
- みんなで靖国神社に参拝する国会議員の会